# Ghana Open Data Initiative
Ghana Open Data Initiative (GODI, букв. «Инициатива Ганы „Открытые данные“») — кампания, начатая в январе 2012 года правительственной организацией Национальное агентство по информационным технологиям (англ. National Information Technology Agency, NITA) в сотрудничестве с World Wide Web Foundation с целью сделать правительственные данные общедоступными. Создание GODI должно увеличить эффективность и прозрачность правительства, а сопутствующее создание программных продуктов — подтолкнуть экономический рост страны и всей мировой экономики. Окончание проекта было запланировано на 2014 год.

## История
World Wide Web Foundation провела оценку выполнимости инициативы в Гане и Чили и опубликовала результаты исследования в феврале 2011 года. На основании этого отчёта Национальным агентством по информационным технологиям в апреле того же года начаты переговоры с WWWF, посвящённые конкретным деталям реализации портала доступа к правительственным данным.
В конце 2011 года президент Республики Гана Джон Миллс подписал декларацию организации «Открытое правительство», основанной властями США. Открытое правительство предпринимает усилия, направленные на повышение прозрачности, борьбу с коррупцией, а также внедряет новые технологии, упрочняющие государство.
Национальное агентство по информационным технологиям разработало крупную государственную сеть GovNET, охватывающую всю страну, а также построила дата-центры, которые должны выступать как хранилища для данных. Агентство занималось разработкой платформ электронных услуг для населения (к примеру, электронной регистрации рождений и смертей, а также подачи заявлений на получение паспорта).
При подписании декларации Открытого правительства WWWF запланировала открытие портала для доступа к данным правительства со стороны населения, международных организаций, научного сообщества, СМИ и промышленности. Переговоры завершились визитом в Гану делегации WWWF и подписанием стратегического плана внедрения GODI.
С самого начала работы работа GODI тормозится и осложняется недостатком денежных средств. В 2013 году ввиду уменьшения финансирования со стороны Ганы WWWF прекратила участие в GODI, однако продолжает попытки собрать требуемые деньги, в то время как правительство постепенно публикует данные самостоятельно (1400 баз данных по состоянию на середину 2015 года). Согласно данным Всемирного банка, данные при этом не всегда имеют машиночитаемый формат, а также не всегда доступны по факту: данные энергетического сектора зачастую доступны только тогда, когда предоставляющая их организация согласна на публикацию; требования предоставлять информацию нет. По состоянию на 2015 год большинство целей плана «Открытого правительства» всё ещё не были выполнены.